# Josef Gruß
Josef Gruß (Prága, 1884. június 8. – Prága, 1968. május 20.) cseh nemzetközi labdarúgó-játékvezető.

## Pályafutása

### Nemzetközi játékvezetés
Az Osztrák labdarúgó-szövetség Játékvezető Bizottsága (JB) 1907-ben terjesztette fel nemzetközi játékvezetőnek, a Nemzetközi Labdarúgó-szövetség (FIFA) bíróinak keretébe. Több nemzetek közötti válogatott és klubmérkőzést vezetett, vagy működő társának partbíróként segített.

## Statisztika

### Nemzetközi válogatott mérkőzése
| #  | Dátum            | Helyszín              | Hazai      | Eredmény | Vendég       | Kiírás     | Gólok | Esemény |
| -- | ---------------- | --------------------- | ---------- | -------- | ------------ | ---------- | ----- | ------- |
| 1. | 1907. október 6. | Prága, Slavia-stadion | Csehország | 5 – 3    | Magyarország | barátságos | -     |         |
|    | Összesen         |                       |            | 1        | mérkőzés     |            |       |         |